# Oumar Ngom
Oumar Ngom (ur. 9 marca 2004 w Niort) – mauretański piłkarz grający na pozycji środkowego pomocnika. Od 2023 jest zawodnikiem klubu Pau FC.

## Kariera klubowa
Swoją karierę piłkarską Ngom rozpoczął we francuskim klubie Chamois Niortais FC. 5 marca 2022 zadebiutował w jego barwach w Ligue 2 w przerganym 0:2 domowym meczu z AC Ajaccio. Graczem Niort był przez dwa sezony.
Latem 2023 Ngom przeszedł do Pau FC. Swój debiut w nim zanotował 12 sierpnia 2023 w przegranym 0:2 wyjazdowym spotkaniu z SM Caen.

## Kariera reprezentacyjna
W reprezentacji Mauretanii Ngom zadebiutował 16 stycznia 2024 w przegranym 0:1 meczu Pucharu Narodów Afryki 2023 z Burkiną Faso (0:1), rozerganym w Bouaké. Był to jego jedyny rozegranym mecz w tym turnieju.